# Santo Stefano di Magra
Santo Stefano di Magra là một đô thị ở tỉnh La Spezia trong vùng Liguria của Ý, có cự ly khoảng 80 km về phía đông nam của Genoa và khoảng 11 km về phía đông bắc của La Spezia. Đô thị này nằm gần khu vực hợp lưu của sông Vara đổ vào sông Magra. Đây là một phần của Vườn tự nhiên khu vực Montemarcello-Magra.
Đô thị Santo Stefano di Magra có các frazioni (các đơn vị dân cư cấp dưới, chủ yếu là các làng) Ponzano Magra, Ponzano Belaso, và Ponzano Superiore.
Santo Stefano di Magra giáp các đô thị sau: Aulla, Bolano, Sarzana, Vezzano Ligure.